# Antje Mairich

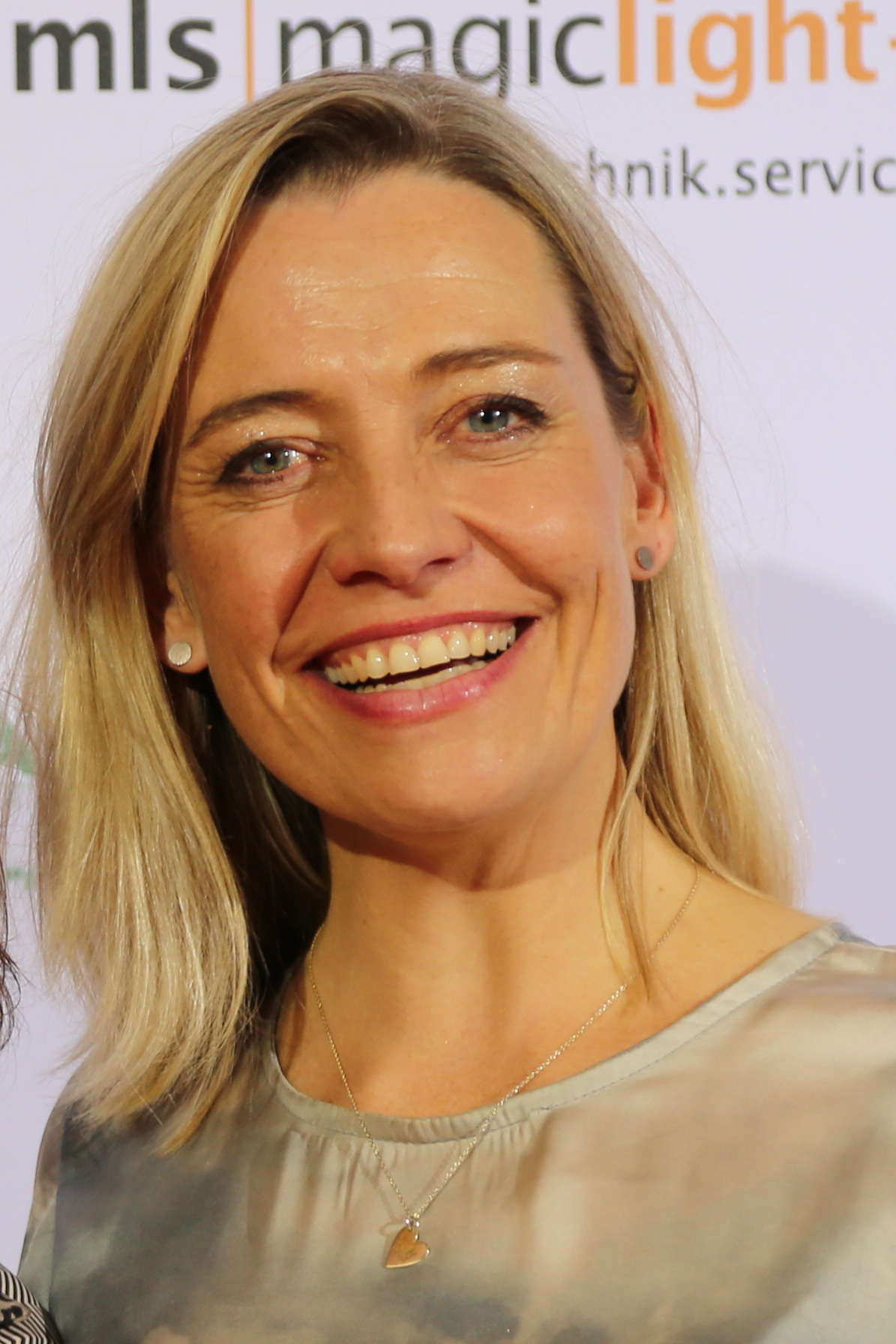
Antje Mairich bei der Verleihung der Auszeichnungen der Deutschen Akademie für Fernsehen (DAFF) 2017.

Antje Mairich (* 1974 in Wiesbaden) ist eine deutsche Schauspielerin, Sprecherin und Moderatorin. 

## Werdegang
Nach dem Schauspielstudium von 1996 bis 1999 an der Zürcher Hochschule der Künste hatte sie Rollen am Staatstheater Wiesbaden, bei den Burghofspielen in Eltville und an verschiedenen Theatern in Nordrhein-Westfalen.

## Theater-Hauptrollen
- 2003–2004: Minna von Barnheim (Theater der Keller, Köln. Regie: Meinhard Zanger)
- 2004:	Gestrandet (Ömmes & Oimel in der Comedia, Köln)
- 2007:	Zum Schängel (Kulturfabrik Koblenz)
- 2008:	Zum Schängel (Kulturfabrik Koblenz)

## Filmografie (Auswahl)
- 2005: Die kleine Cordula Stratmann Show
- 2006: Barbara & Dirk (Episodenhauptrolle)
- 2006: Rote Rosen (Episodenhauptrolle)
- 2008: Einfach Bach (Hauptensemble Sketchcomedy)
- 2012: Hotel 13 (Episodenhauptrolle)
- 2014: Der letzte Bulle (Fernsehserie, Folge Die Büchse der Pandora)
- 2015: SOKO Köln (Fernsehserie, Folge Ihr letzter Wille)
- 2016: Heldt (Fernsehserie, Folge Der Kronzeuge)
- 2017: Ein Kind wird gesucht
- 2019: Wilsberg – Minus 196° (Fernsehreihe)
- 2020: Pohlmann und die Zeit der Wünsche (Fernsehfilm)
- 2020–2021: Sturm der Liebe (Fernsehserie)
- 2022: Du sollst hören (Fernsehfilm)
- 2022: Meine Mutter gibt es doppelt (Fernsehreihe)
- 2023: Mona & Marie – Ein etwas anderer Geburtstag (Fernsehfilm)
- 2024: Mord mit Aussicht (Fernsehserie, Folge Minigolf Mafia)
- 2025: Ganzer halber Bruder